# Jasan v Třebusicích
Jasan v Třebusicích je památný strom v obci Třebusice, která se nalézá 8 km severovýchodně od Kladna ve středních Čechách. Zhruba 80letý[kdy?] jasan ztepilý (Fraxinus excelsior) roste v jedné ze zahrad na samém jihovýchodním okraji vesnice, v nivě drobného Třebusického potoka, na pravém (jižním) břehu jeho levé zdrojnice (přítoku), v nadmořské výšce 277 m. Parcela tvarově a situačně navazuje z jihu přes potok na soukromou zahradu u zpustlého domu čp. 123, avšak na rozdíl od ní je ve vlastnictví obce, spolu s několika navazujícími parcelami v nivě, evidovanými jako sad či zahrada. 
Kmen stromu má měřený obvod 270 cm a jeho koruna dosahuje výšky 20 m. Jasan je chráněn od roku 1985. K roku 2011 jediné označení na místě představoval napolo oprýskaný kovový štítek na kmeni. Stav stromu byl při posledních zatím publikovaných revizích v letech 1995 a 1996 hodnocen slovy „zdravý, nutná úprava okolí“.
Sám strom není veřejnosti přímo dostupný, neboť se nalézá uvnitř oplocené zahrady, několik metrů od jejího jihovýchodního rohu. Přístup do těsné blízkosti jasanu, k oplocení z vnější strany, je sice možný (od severovýchodu, ve směru od silnice Třebusice – Koleč, po okraji pole) silně však ztížený absencí cest a v okolí stromu i bujnými křovisky.

## Fotogalerie

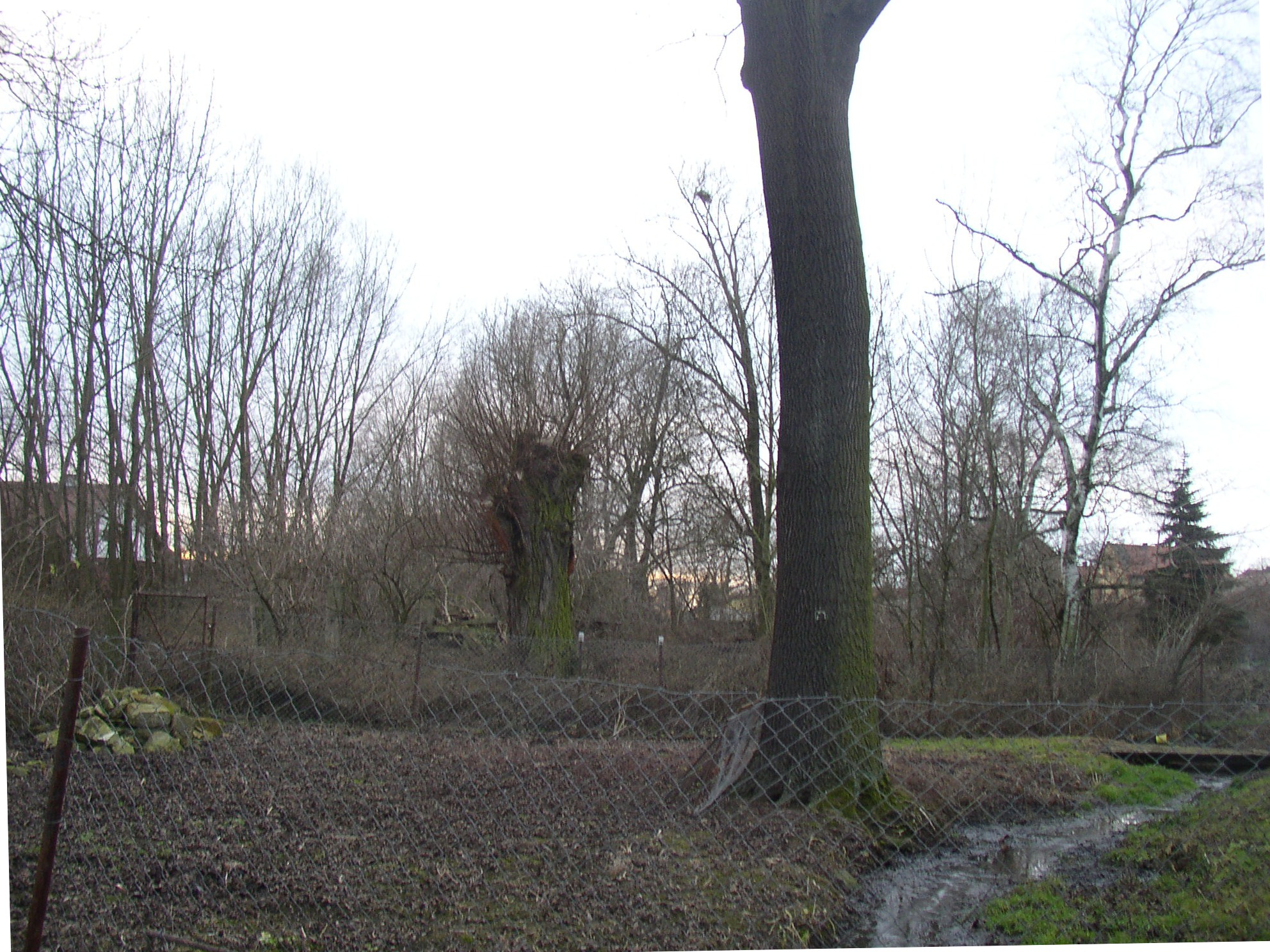
Jasan na břehu potoka v cípu zahrady, pohled od východu
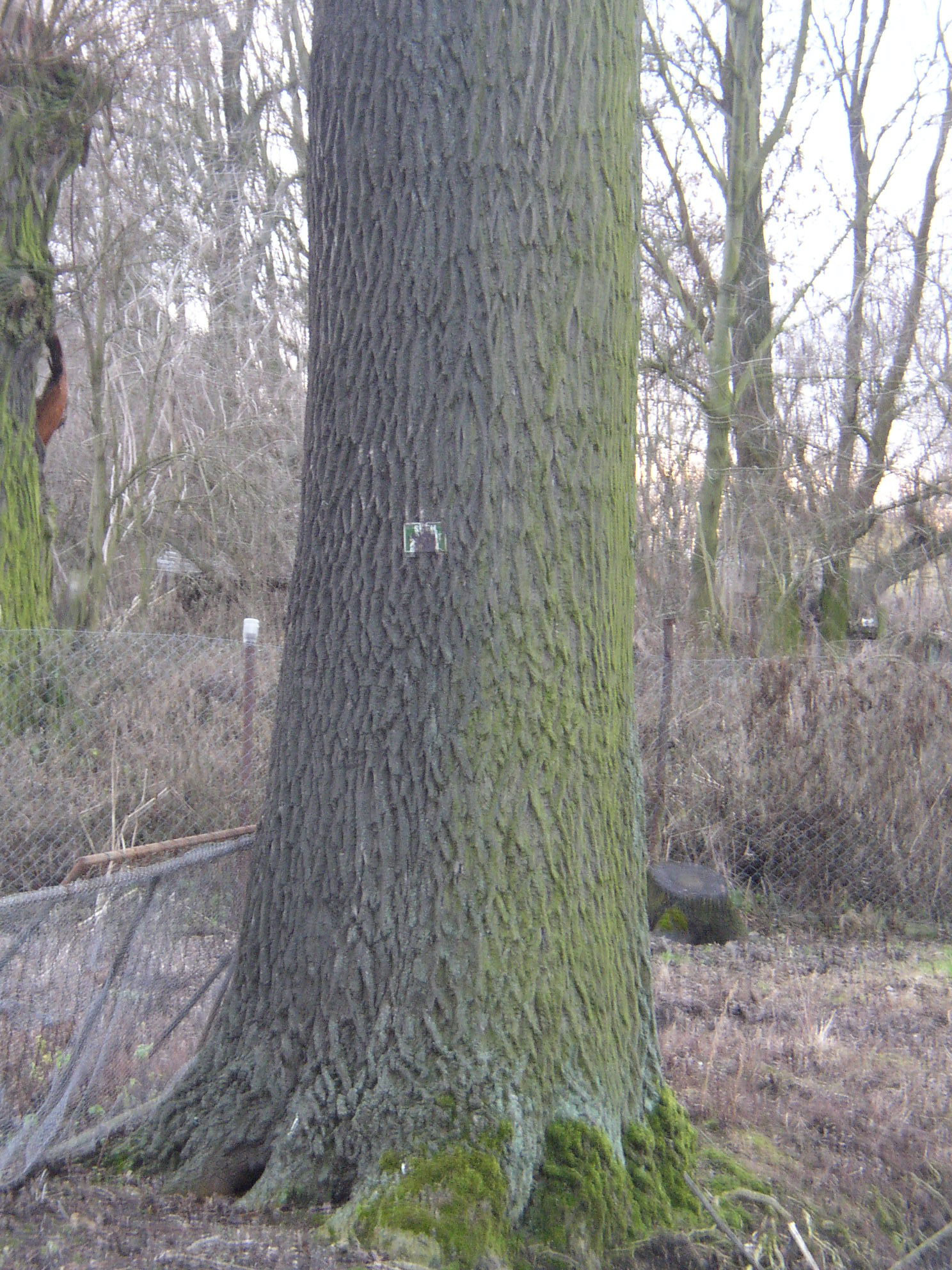
Detail kmene se štítkem (vsv. strana)
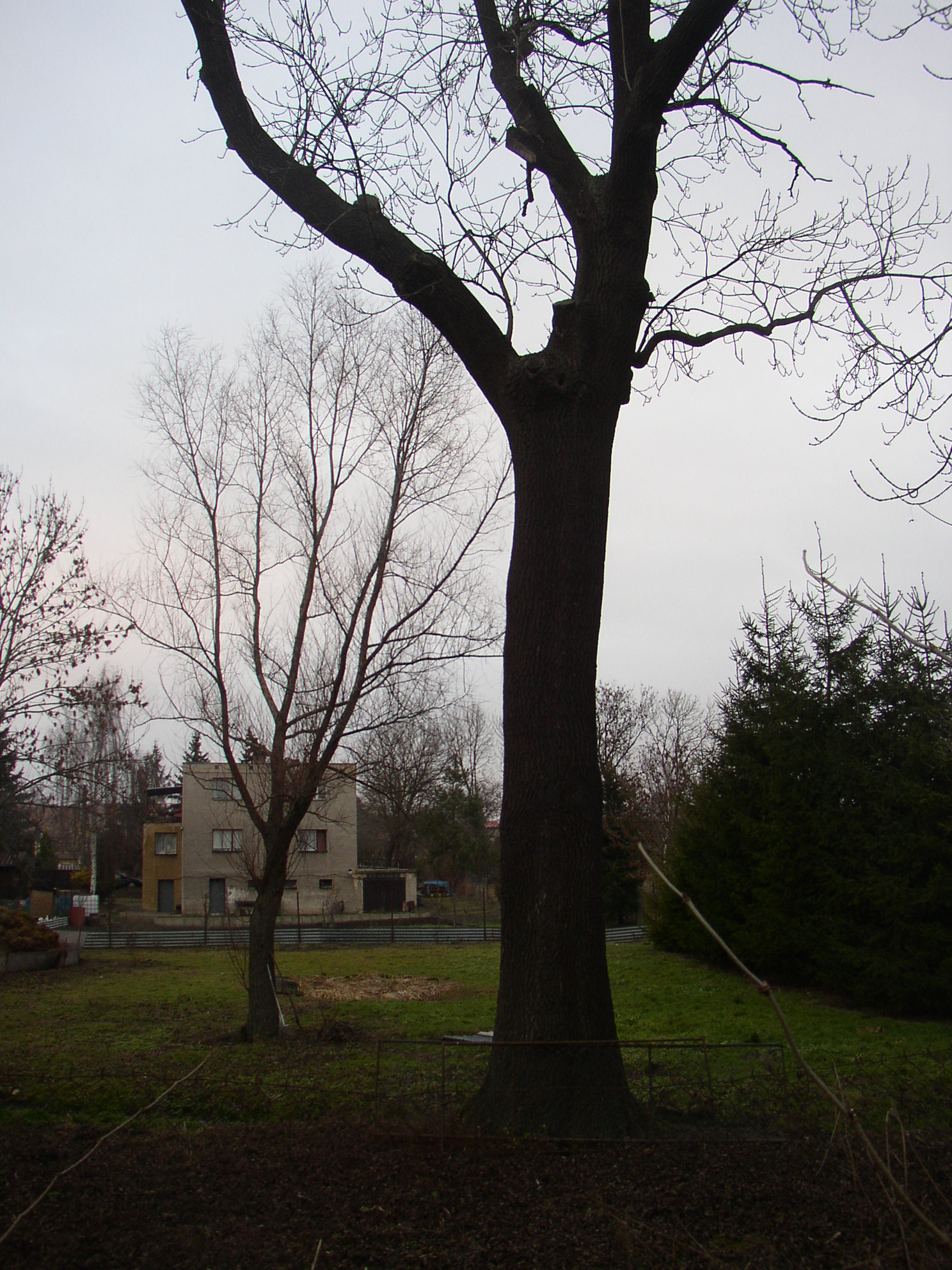
Strom v zahradě, pohled od jihu
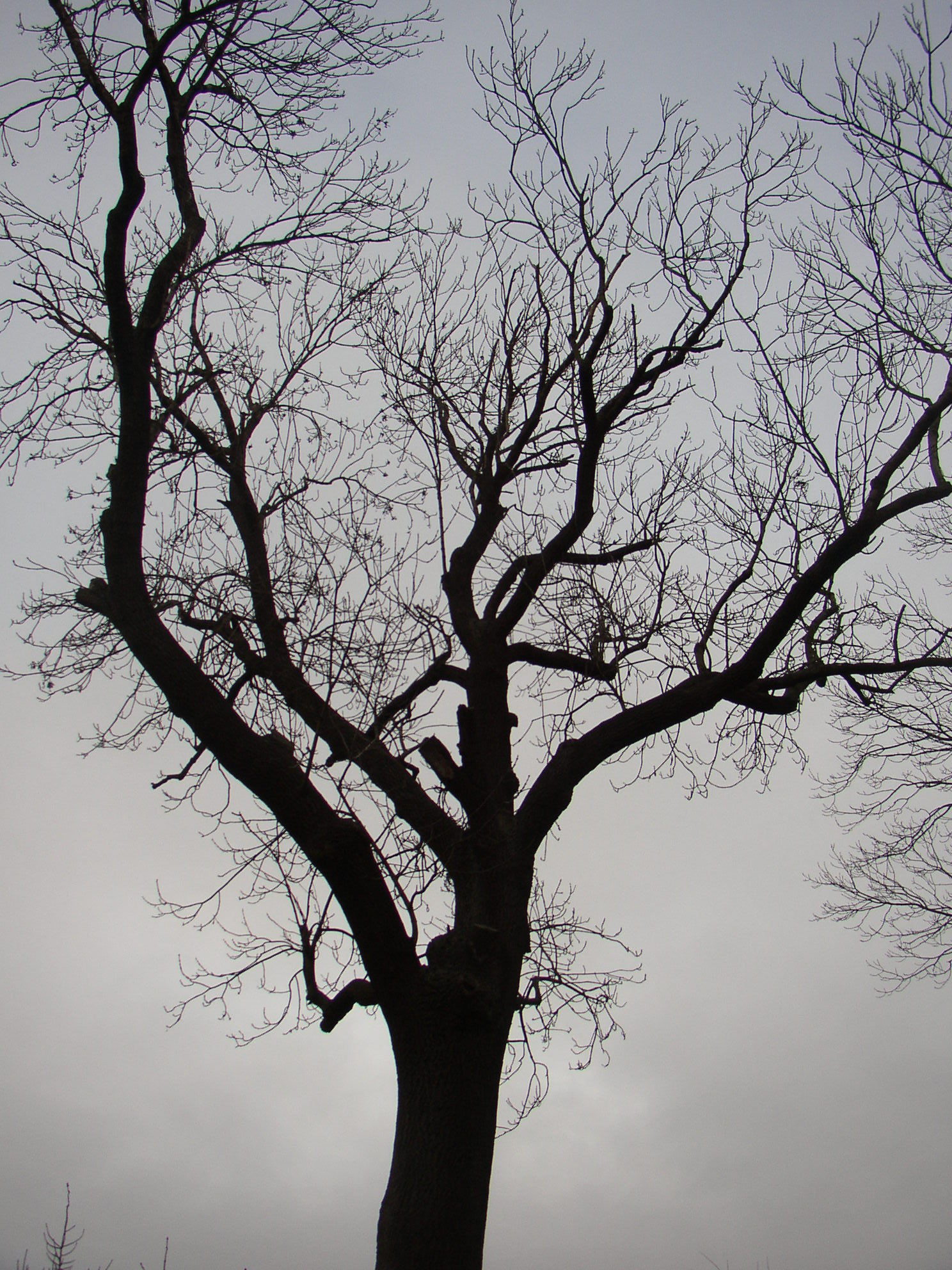
Koruna od jz.

## Památné a významné stromy vokolí
- Dub v Podlešíně (2,8 km sz.)
- Dub v Želenicích (1,8 km sz.)
- Dub u Blevického rybníka (4,5 km sv.)
- Dub u Čížků (Pchery; 5,2 km zjz.)
- Dub u Zeměch (6,0 km vsv.)
- Dubová alej u Blevic (4,5 km sv.)
- Lípa malolistá v Želenicích (1,9 km sz.)
- Lípa velkolistá v Želenicích (1,9 km sz.)
- Lípa na Budči (4,5 km vjv.)
- Podlešínská lípa (2,7 km sz.)
- Vrapický dub (4,0 km j.)
- † Žižická lípa (4,7 km ssz.)